# 石附健一
石附 健一（いしづき けんいち、1958年12月3日 - ）は、日本の農家。特定非営利活動法人NPO雪椿の里代表。中国黒竜江省、吉林省、浙江省、江西省に海外進出をしている。

## 人物
1964年4月13日、新潟県加茂市の農家で有機農業の先駆者石附鉄太郎氏の長男に生まれる。
1977年、新潟県立加茂高等学校を卒業。酪農学園大学中退、就農。
1977年1月31日、株式会社かも有機米を設立。
1988年2月、加茂有機米生産組合を結成。
2012年、中国江西省に台湾の商社と手を組み海外進出。
2013年2月15日、産地偽装で事業を停止。
2013年11月24日、第15回『米・食味分析鑑定コンクール:国際大会』中国九江産コシヒカリ（都道府県代表）特別優秀賞を受賞。
2023年、上海市「白玉蘭記念賞」。

## 出演番組
- NNNドキュメント『海を渡るコメ農家 アジアの胃袋を狙え』（2012年10月22日）[8][9][10]

## 受賞
- 第15回『米・食味分析鑑定コンクール:国際大会』中国九江産コシヒカリ（都道府県代表）特別優秀賞を受賞。
- ２０２３年　上海に特別な貢献をした外国人に授与される賞　白玉蘭賞　受賞